# Кочо Валентин Степанович
Валентин Степанович Кочо (нар. 23 грудня 1913, Голта — пом. 16 серпня 1990, Київ) — український науковець-теплоенергетик, засновник і завідувач кафедри автоматизації теплових процесів промислових підприємств теплоенергетичного факультету Київського політехнічного інституту (1958 — 1979), доктор технічних наук, професор.

## Біографія
Народився 23 грудня 1913 року на станції Голта Кам'яномостівської волості Ананьївського повіту Херсонської губернії (нині місто Первомайськ Миколаївської області в родині земського лікаря. 
У 1927 році закінчив семирічку, після чого почав трудову діяльність учнем на машинобудівному заводі імені 25 жовтня, пізніше — учнем електромонтера поштово-телеграфної станції. 1931 року з відзнакою закінчив школу робітничої молоді. Працював слюсарем у Первомайській МТС, електромонтером Первомайської ГЕС.
У 1932 році вступив до Харківського електротехнічного інституту. З 1933 року переїхав до м. Запоріжжя, де почав працювати на «Запоріжсталі». Продовжив своє навчання на вечірньому відділенні філії Дніпропетровського металургійного інституту, який закінчив з відзнакою у 1937 році.
Як виробничник та відзначений за навчання молодий інженер, був прийнятий до аспірантури Дніпропетровського металургійного інституту, де на початку 1941 року захистив кандидатську дисертацію. У березні 1941 року був переведений до Уральського індустріального інституту м. Свердловськ. Працював доцентом та виконував наукову працю на Уралмашзаводі. З березня 1942 року переведений на Уралмашзавод, де брав участь у налагодженні виробництва для випуску оборонної продукції. У серпні 1943 року відкомандирований з заводу до інституту, де продовжив працю доцентом.
По закінченню війни, з 1 вересня 1947 року, переведений до Київського політехнічного інституту. Працював доцентом, та продовжував наукову працю під керівництвом академіка М. М. Доброхотова. У 1952 році захистив докторську диссертацію. Йому було присвоєно звання професор.

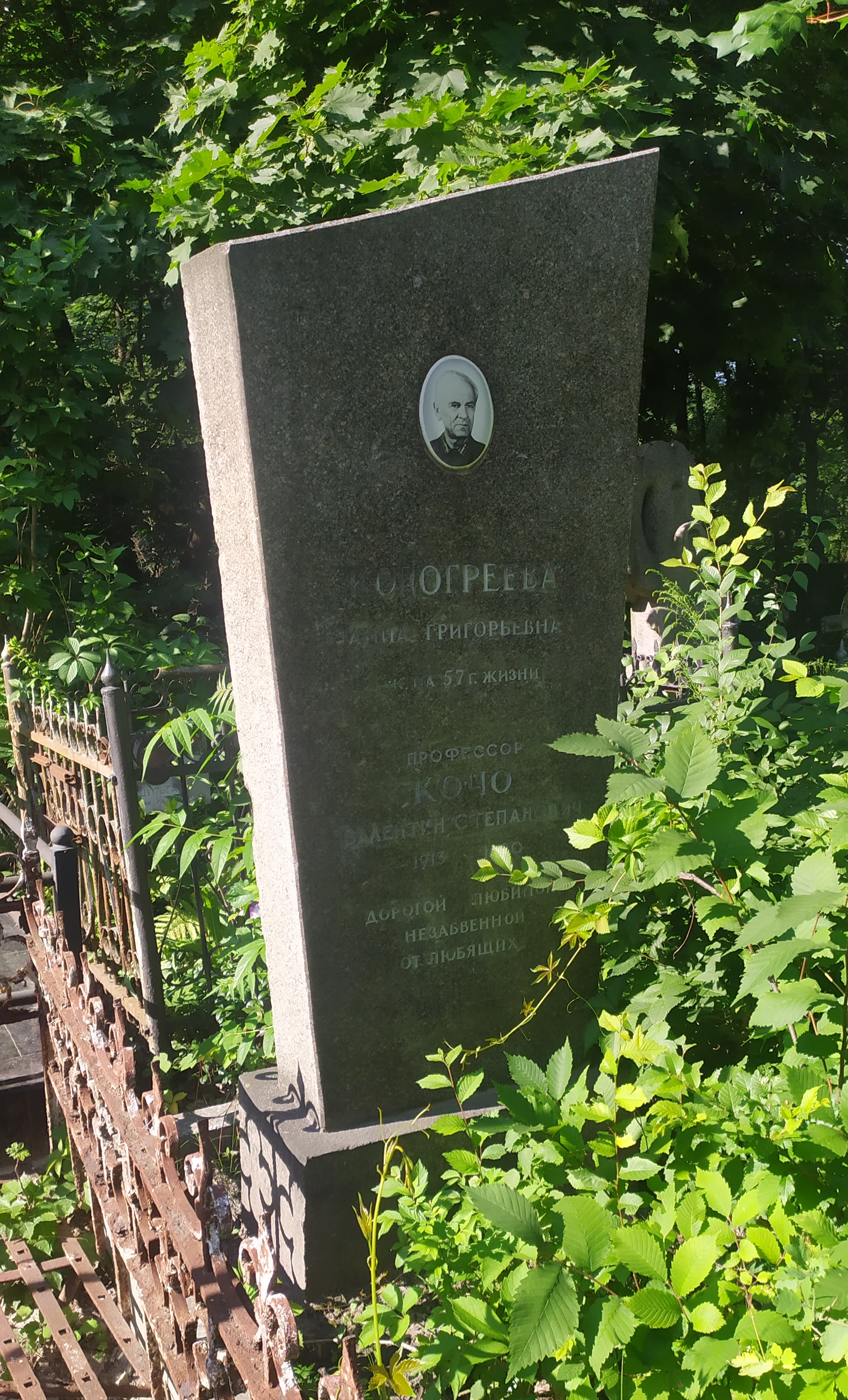
Могила Валентина Кочо, Байкове кладовище

У 1958 році створив та очолив кафедру автоматизації теплових процесів промислових підприємств при Київському політехнічному інституті. Одночасно став заступником директора по науковій роботі Київського інституту автоматики (1958 — 1959 роки). Завідував кафедрою АТЕП теплоенергетичного факультету Київського політехнічного інституту з 1958 по 31.03.1979 року.
Помер 16 серпня 1990 року. Похований на Байковому кладовищі разом з дружиною.

## Наукова робота
У 1941 році захистив кандидатську дисертацію з питань вимірювальної техніки в металургічному виробництві.
У 1952 році захистив докторську дисертацію.
В. С. Кочо видано понад 400 наукових і навчально-методичних робіт, з них 5 монографій, 70 авторських свідоцтв на винаходи, 11 навчальних посібників, 5 брошюр.
Підготував понад 60 кандидатів і докторів наук. Серед перших аспірантів його кафедри були: академік НАНУ Найдек В. Л., член-кореспондент НАНУ Перелома В. О., професори Антосяк В. Г., Ревун М. П., Лисиця В. К., Ковриго Ю. М. та інші.

## Нагороди і почесні звання
- Медаль «За трудову доблесть» (21.11.1953);
- Медаль «В ознаменування 100-річчя з дня народження Володимира Ілліча Леніна» (13.04.1970);
- Медаль «За доблесну працю у Великій Вітчизняній війні 1941—1945 рр.» (22.09.45);
- Медаль «30 років перемоги у Великій Вітчизняній війні 1941—1945 рр.» (1975);
- Медаль «40 років перемоги у Великій Вітчизняній війні 1941—1945 рр.» (1985);
- Медаль «Ветеран праці» (1984);
- Медаль «В пам'ять 1500-річчя Києва»;
- «За достигнутые успехи в развитии народного хозяйства СССР» (8.10.1974);
- Нагрудний знак «Изобретатель СССР»

## Деякі роботи
- Наладка приборов теплотехнического контроля: Учеб. пособие / В. С. Кочо, Л. Д. Пайзанский, Н. Н. Сахно.: Киев, КПИ, 1980.
- Кочо В. С., Барзилович В. С. Термические печи с роликовым полом.: К., Техника, 1969.
- Кочо В. С., Ерошенко В. А. Физико химические и теплофизические особенности современного мартеновского процесса.: М., Металлургия, 1974.
- Яценко А. К. и Кочо В. С. Методы оптимального управления сталеплавильными процесами.: М., Металлургия, 1990.
- Пути повышения эффективности и надежности систем управления ТЭС / А. А. Белов, Б. А. Баллод, В. С. Кочо // Совершенствование оборудования и режимов работы тепловых электрических станций: межвузовский сборник. — Иваново, 1982.